# Bengt Pernow
Bengt Birger Pernow, född 8 november 1924 i Stockholm, död 17 maj 2009, var en svensk läkare. Han var son till Birger Pernow.
Pernow blev medicine licentiat 1951, medicine doktor 1953 och docent i klinisk fysiologi 1953. Han var amanuens och assistent vid fysiologiska institutionen på Karolinska institutet 1947–1953, underläkare vid kirurgiska kliniken på Serafimerlasarettet 1953–1954, vid medicinska kliniken samt klinisk fysiologiska och klinisk kemiska laboratoriet på Karolinska sjukhuset 1955–1959, laborator och överläkare vid klinisk fysiologiska laboratoriet på Serafimerlasarettet 1959–1971, professor i klinisk fysiologi vid Karolinska institutet från 1972, överläkare på Huddinge sjukhus 1972–1973, på Karolinska sjukhuset 1973–1989, prorektor för Karolinska institutet 1973–1977, chefsläkare på Karolinska sjukhuset 1975–1977, rektor för Karolinska institutet 1977–1983, ledamot av Nobelförsamlingen vid Karolinska Institutet och ordförande i dess Nobelkommitté 1979–1981. 
Pernow var sekreterare och ordförande Svenska föreningen för klinisk fysiologi 1961–1969 och styrelseledamot i bokförlaget Natur och Kultur från 1962. Han var styrelseledamot i Nordiska federationen för medicinsk undervisning 1965–1973, vice ordförande 1984 och ordförande 1985–1987 i Svenska Läkaresällskapet. Han hade på senare år även uppdrag som ordförande i Tore Nilsons fond för medicinsk forskning, stiftelsen Sophiahemmet, Sophiahemmets sjuksköterskeskola och Arbetsmiljöinstitutet samt som ledamot av styrelsen för Stiftelsen Riksbankens jubileumsfond. Han var gästprofessor vid University of California, San Francisco, 1964. Han författade skrifter i fysiologi och klinisk fysiologi.